# Svenska Akademiens bibliotekariepris

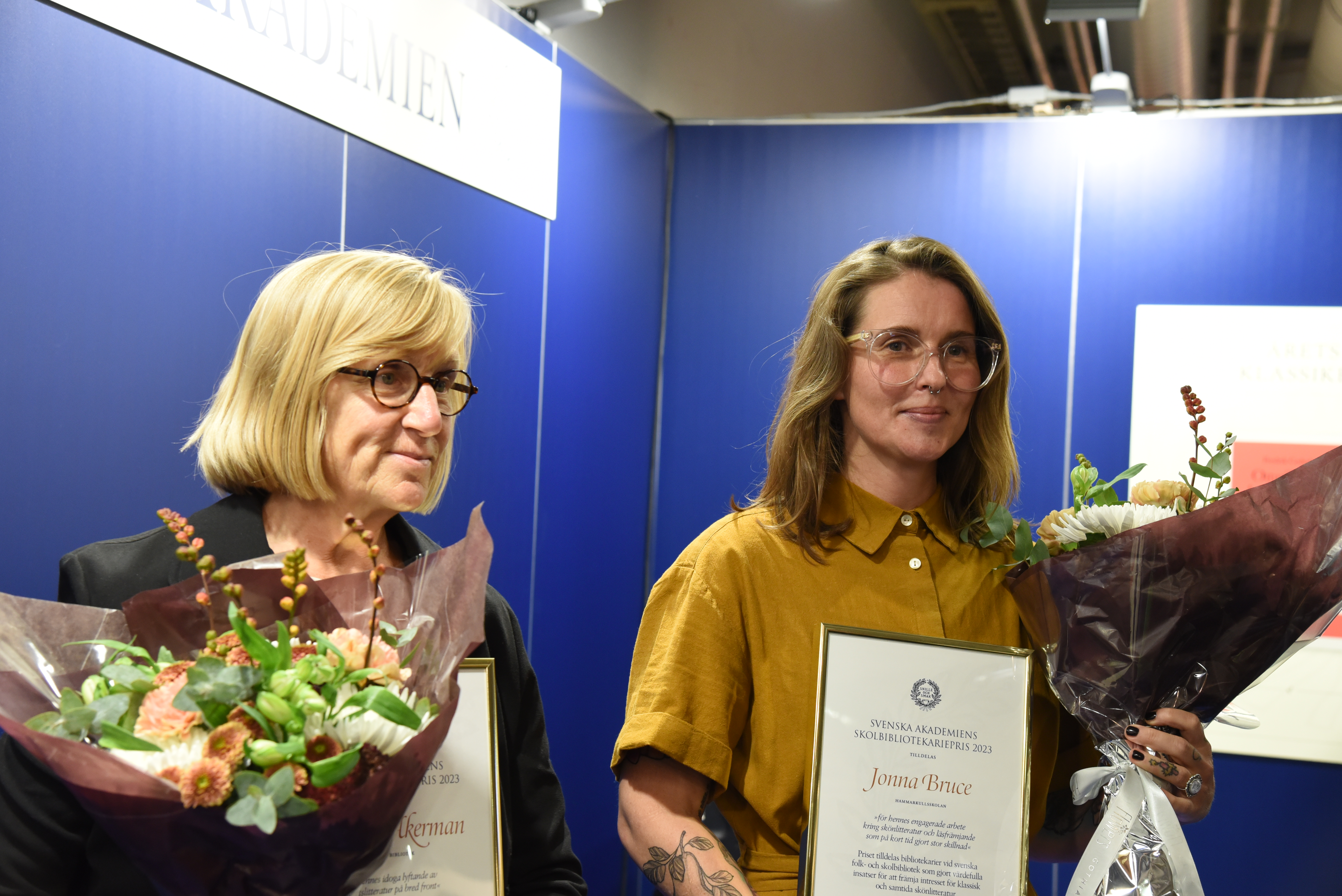
Mottagarna av Svenska Akademiens bibliotekariepris 2023: Lillemor Åkerman (folkbibliotekariepriset) och Jonna Bruce (skolbibliotekariepriset).

Svenska Akademiens bibliotekariepris inrättades av Svenska Akademien 2005 och har till syfte att belöna bibliotekarier som gjort värdefulla insatser för att främja intresset för klassisk och samtida skönlitteratur. 
Priset, vars belopp är 50 000 kronor till pristagaren och 30 000 kr till dennas arbetsplats, utdelas vanligtvis vid Bok- & Biblioteksmässan i Göteborg.
Från och med år 2023 delas två priser ut. Ett som riktar sig till folkbibliotekarier och ett som riktar sig till skolbibliotekarier.

## Pristagare
- Madeleine Bergmark (2005)
- Maria Ehrenberg (2006)
- Anna Gustafsson Chen (2007)
- Bert Linné (2008)
- Suzanne Mortensen (2009)
- Kerstin Danielsson (2010)
- Krister Gustavsson (2011)
- Nina Frid (2012)
- Sara Hagström Andersson (2013)
- Gunnel Arvidson Nilsson (2014)
- Alice Thorburn (2015)
- Annika Edlund (2016)[2]
- Peter Björkman (2017)
- Elisabeth Skog (2018)[3]
- Gunnel Furuland (2019)[4]
- Åsa Norlund (2020)
- Susanne Joki (2021)[5]
- Cilla Dalén (2022)[6]
- Jonna Bruce och Lillemor Åkerman (2023)[7]
- Klara Önnerfält och Lotta Davidson-Bask, Gymnasieskolan Spyken samt Hanna Andersson, Sjöbo bibliotek (2024)[8]

## Galleri

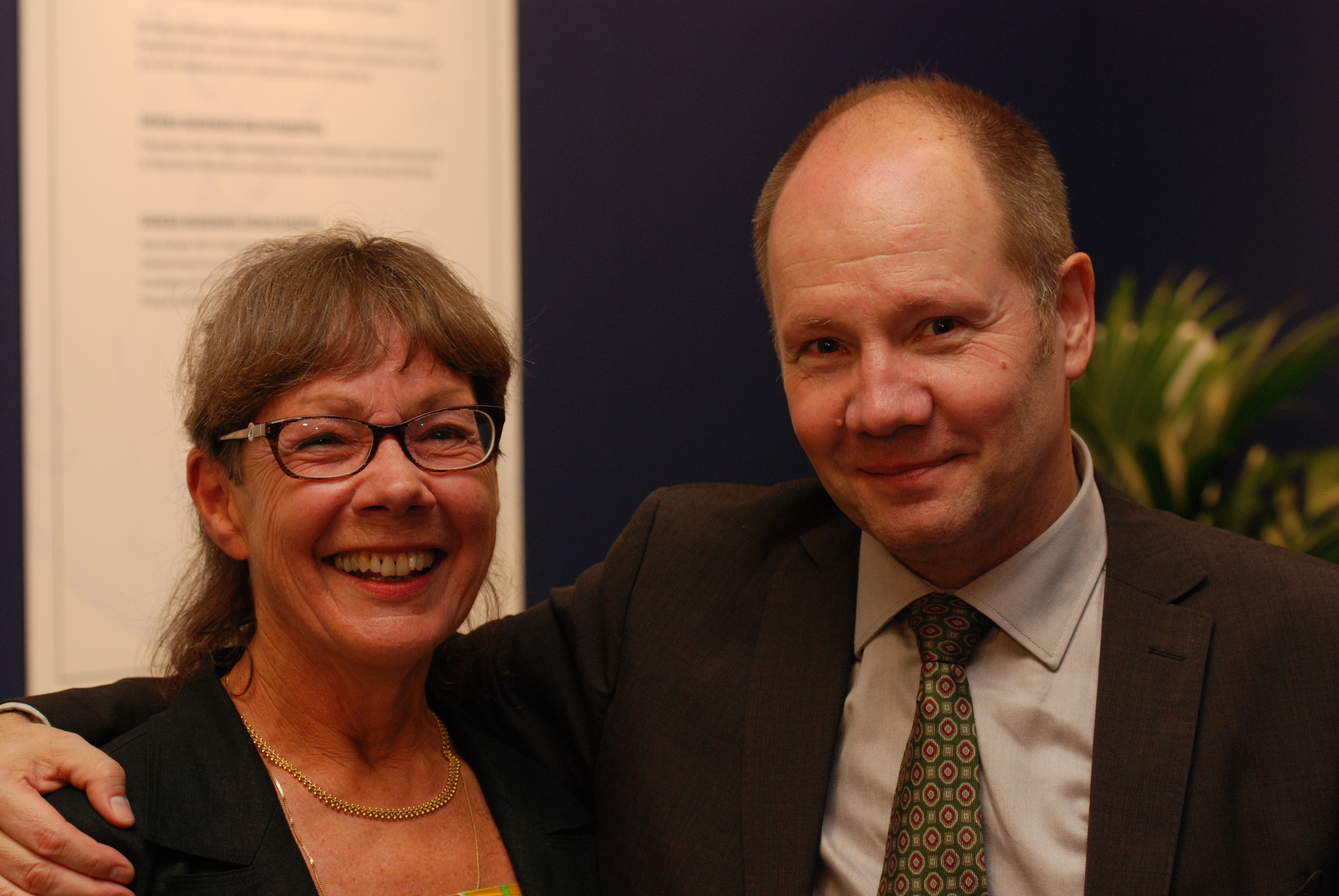
Mottagaren av Svenska Akademiens bibliotekariepris år 2014, Gunnel Arvidson Nilsson, tillsammans med ständige sekreteraren Peter Englund.
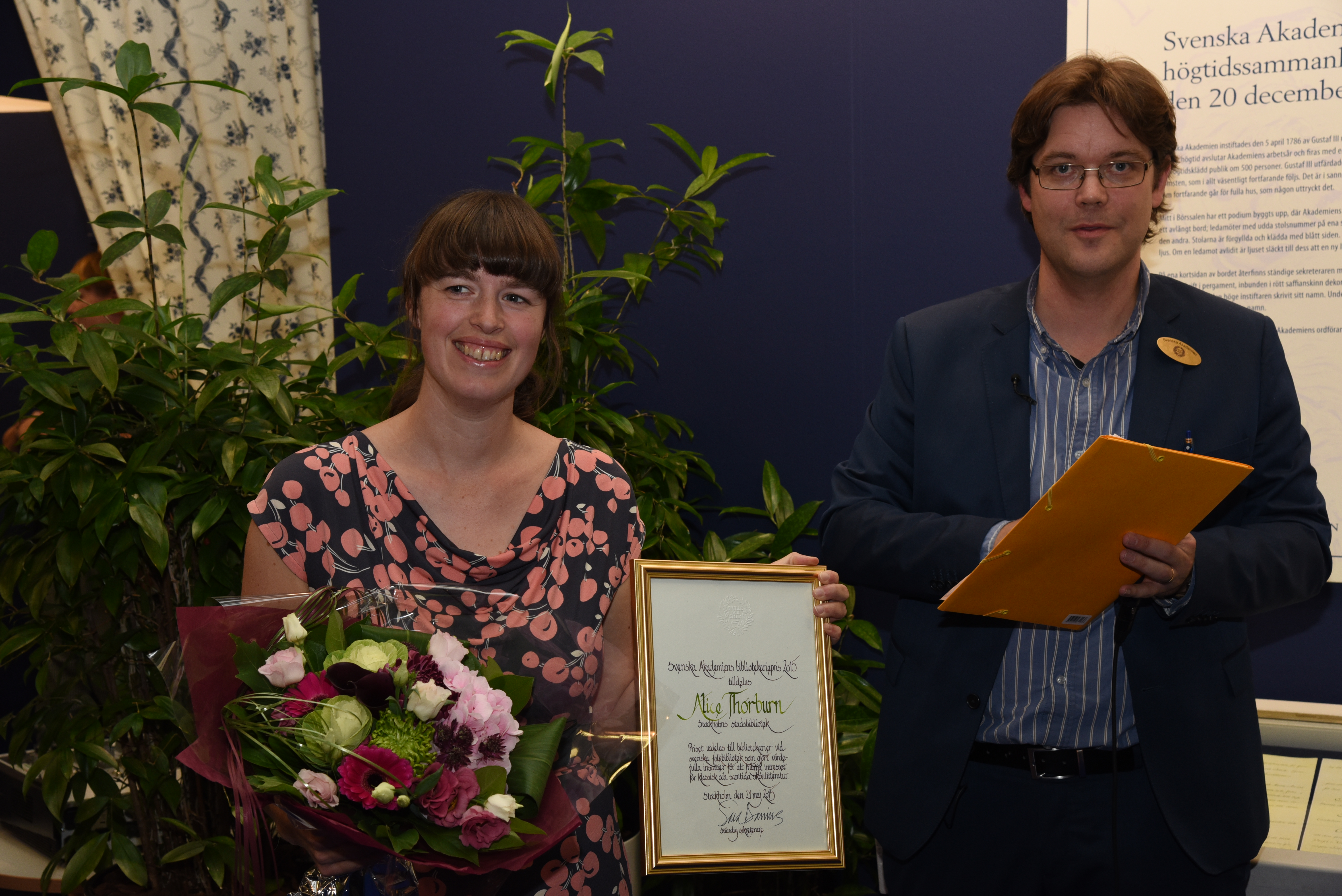
Mottagaren av Svenska Akademiens bibliotekariepris år 2015, Alice Thorburn, tillsammans med prisutdelaren Kristian Fredén.
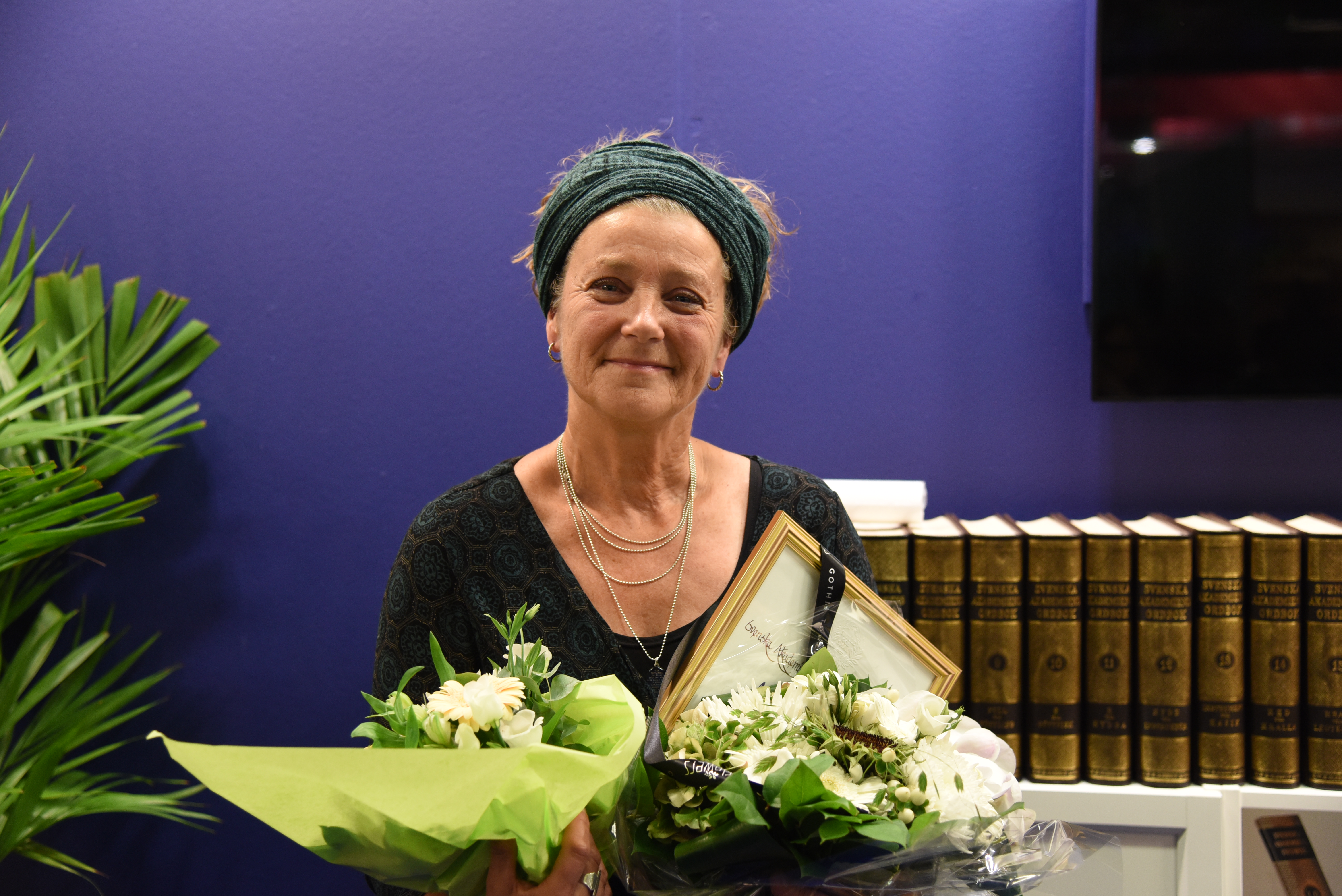
Mottagaren av Svenska Akademiens bibliotekariepris år 2016, Annika Edlund.
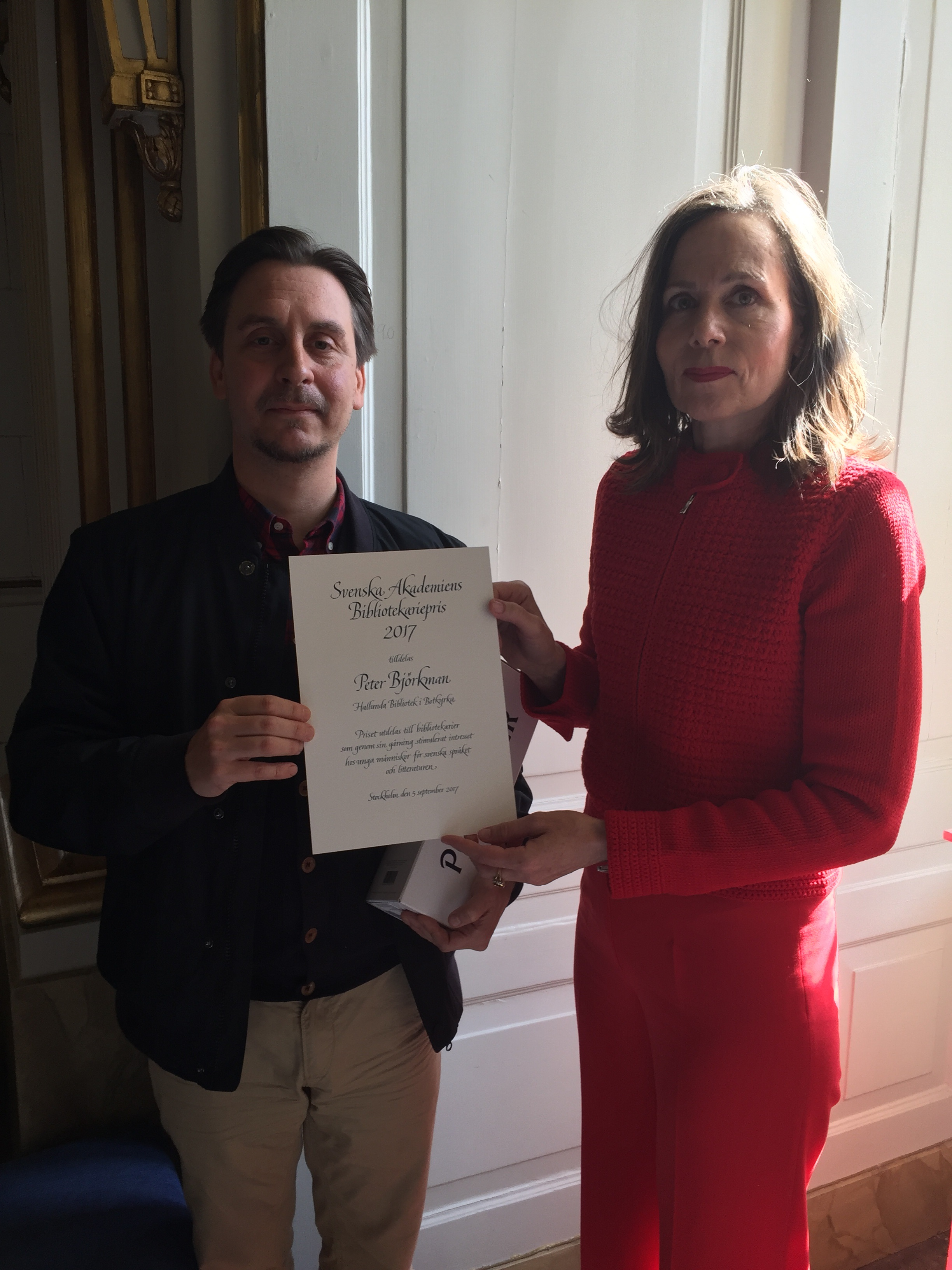
Mottagaren av Svenska Akademiens bibliotekariepris år 2017, Peter Björkman,  tillsammans med ständiga sekreteraren, Sara Danius.
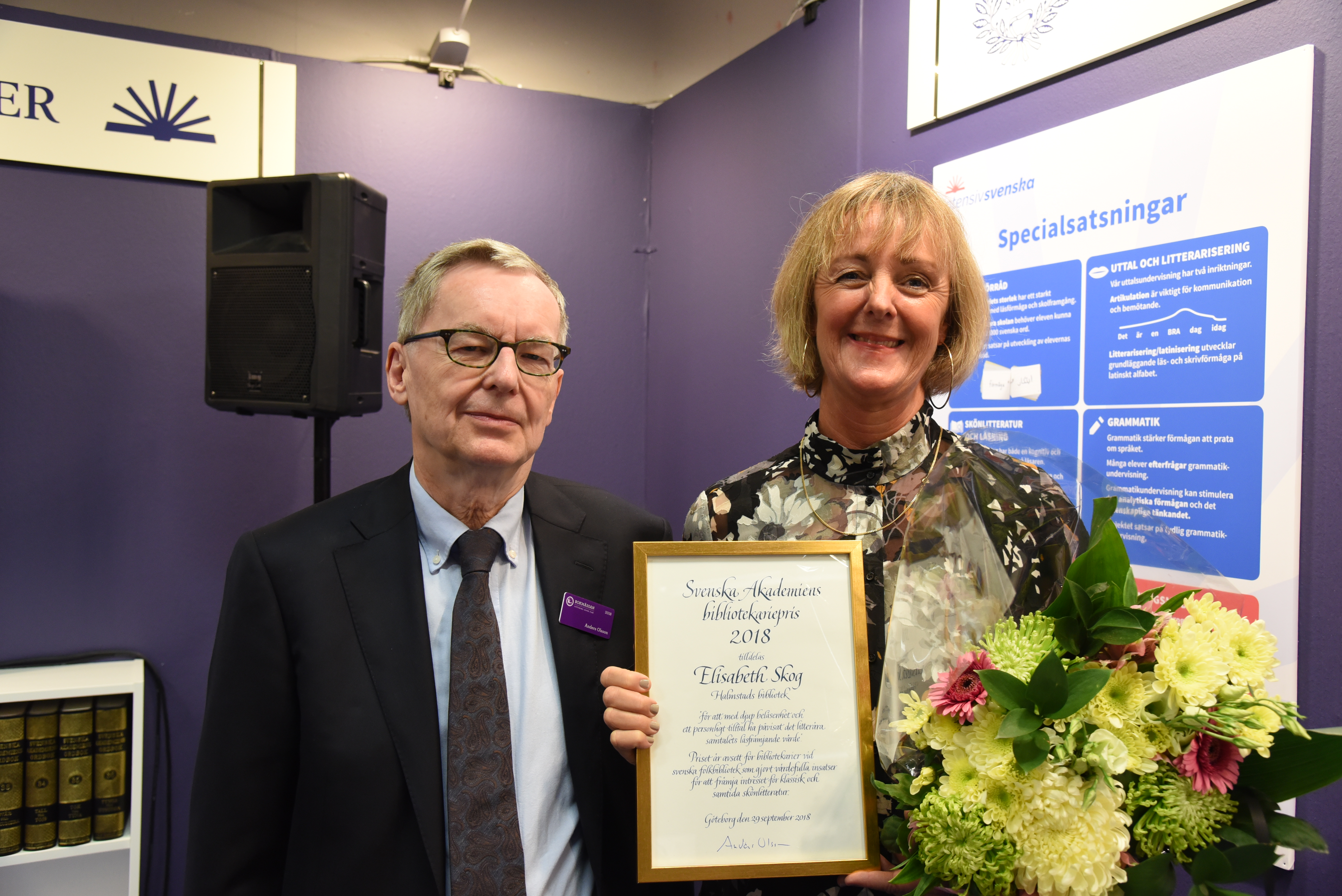
Mottagaren av Svenska Akademiens bibliotekariepris år 2018, Elisabeth Skog, tillsammans med ständige sekreteraren Anders Olsson.
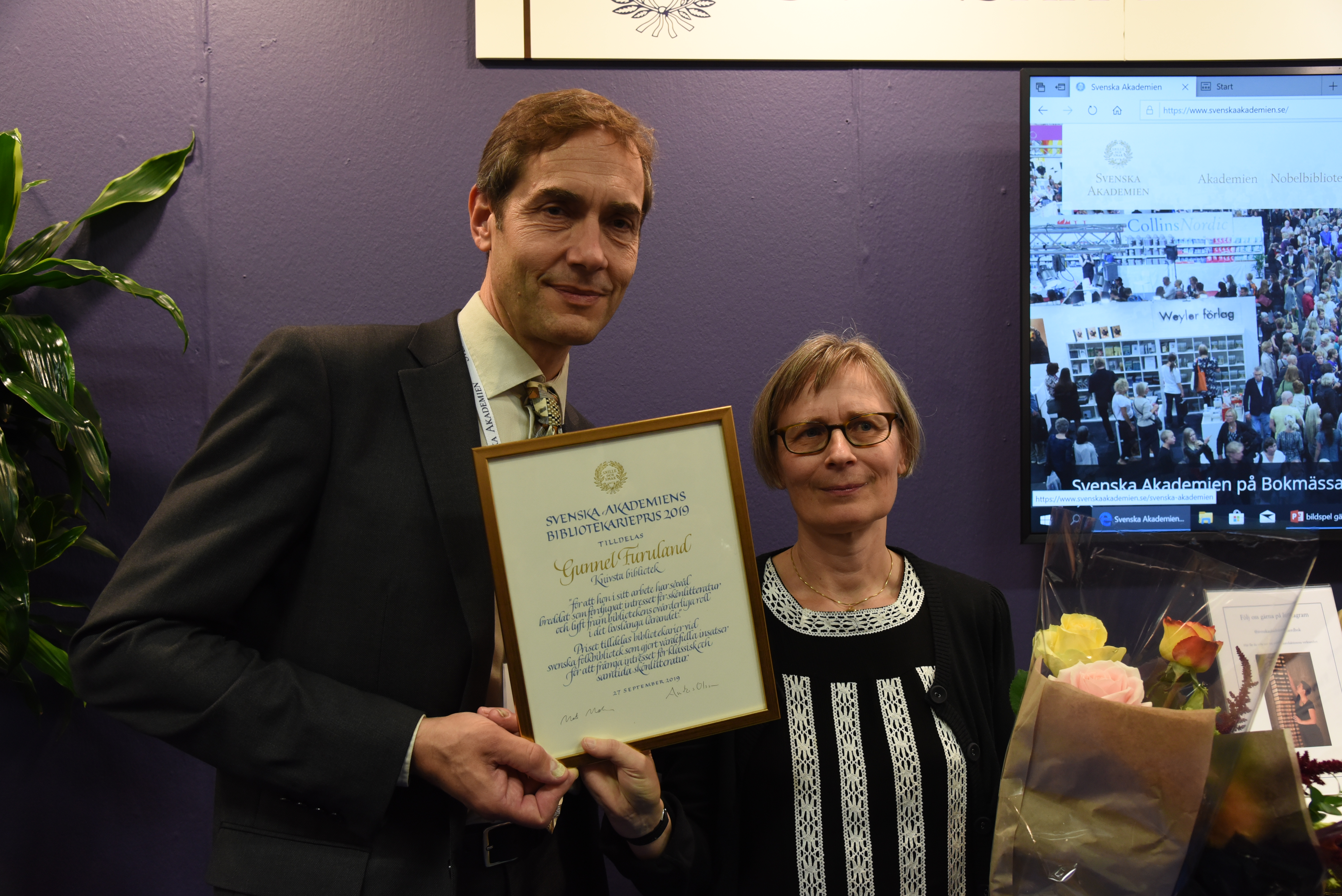
Mottagaren av Svenska Akademiens bibliotekariepris år 2019, Gunnel Furuland, tillsammans med ständige sekreteraren Mats Malm.
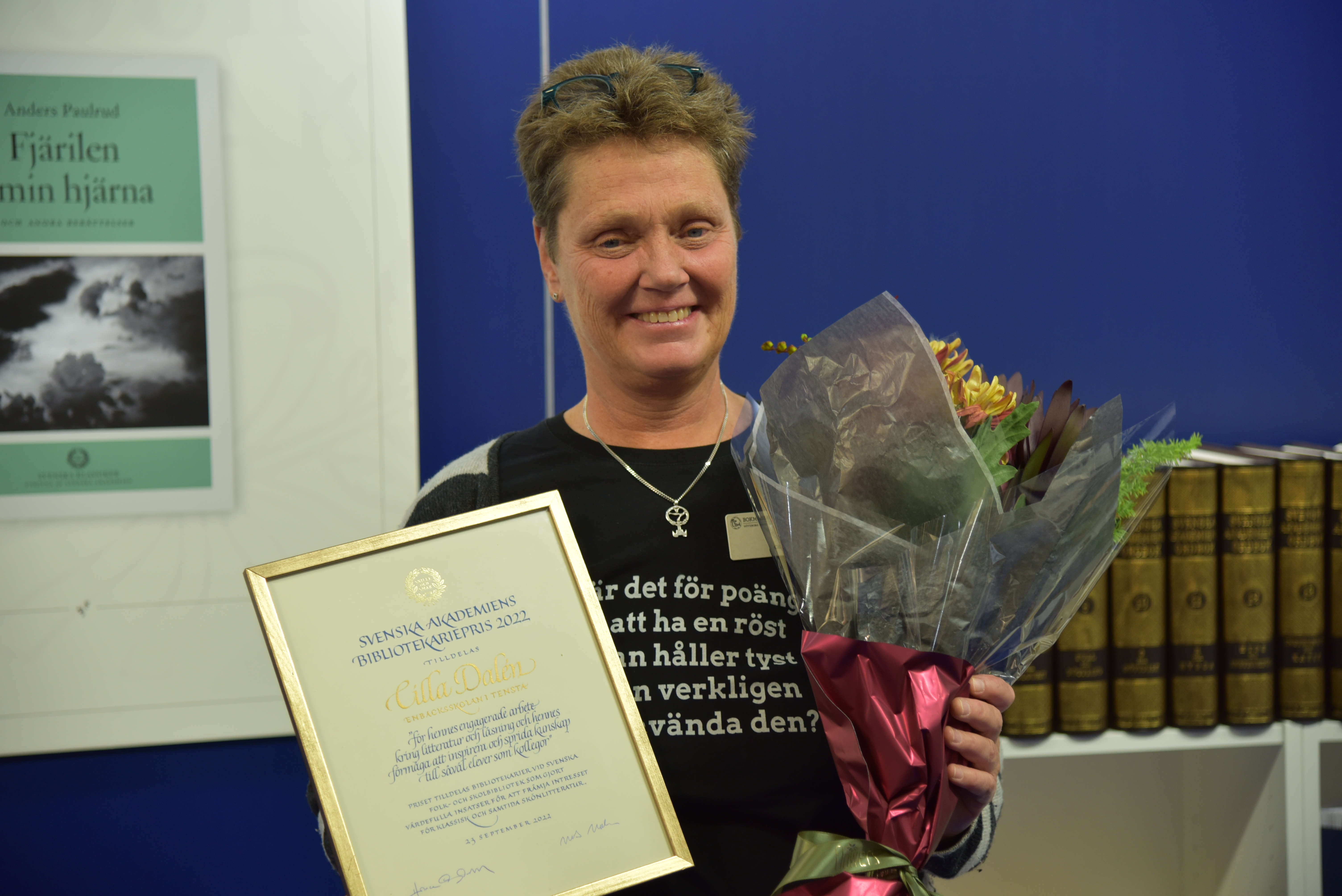
Mottagaren av Svenska Akademiens bibliotekariepris 2022, Cilla Dalén.